# Mirko Stojanović
Mirko Stojanović (Zagreb, 11 de junho de 1939) é um ex-futebolista iugoslavo que atuava como goleiro.

## Carreira
Mirko Stojanović fez parte do elenco da Seleção Iugoslava na Copa do Mundo de 1962.

## Títulos
Dinamo Zagreb
- Copa da Iugoslávia: 1959–60

Estrela Vermelha
- Primeira Divisão Iugoslava: 1963–64
- Copa da Iugoslávia: 1963–64

Dallas Tornado
- North American Soccer League: 1971